# Orumcekia
Orumcekia là một chi nhện trong họ Agelenidae.